# 王教 (隆慶進士)
王教（1540年—1604年），字子脩，號秋澄，山東濟南府淄川縣人，民籍，明朝政治人物。

## 生平
明嘉靖四十三年（1564年），中式甲子科山東鄉試第十七名舉人。隆慶五年（1571年）中式辛未科會試第一百三十九名，二甲第七十名進士。礼部观政，万历元年（1573年）初任户部主事，四年榷浒墅钞关，次年养病。七年仍补户部，次年赴江西监税。丁母忧归，服阕，十二年改补吏部考功主事，转文选主事，调考功员外，十三年以正主考典试山西，十五年升郎中。十八年夏起补考功司郎中，十九年调文选清吏司郎中。萬曆十九年十二月（1592年），為給事中胡汝寧彈劾。斥归为民。录直臣，复冠带。没后十七年，恤抗言，降斥臣，赠太常寺少卿，赐谕葬，专祠祀。乡贤名宦，载县志名臣、府志清正通志艺文、明史列传。

## 著作
所著《铨部王先生文集》行世。万历三十一年（1603年）为淄川县知县朱万春主持续修的县志作序。

## 家族
曾祖王綱；祖父王文；父王珏，母尹氏。兄王政、王敬。